# 宮町 (名古屋市)
宮町（みやまち）は、愛知県名古屋市中区の地名。

## 歴史

### 町名の由来
一説には清洲越し以前からあった神社に由来するともいう。

### 沿革
- 江戸時代 - 名古屋城下町において宮町として所在[5]。
- 1871年（明治4年） - 伝馬町の一部を編入[4]。また、大津町筋より東側を神楽町とした[4]。
- 1878年（明治11年）12月20日 - 名古屋区成立に伴い、同区宮町となる[5]。
- 1889年（明治22年）10月1日 - 名古屋市成立に伴い、同市宮町となる[5]。
- 1908年（明治41年）4月1日 - 東区成立に伴い、同区宮町となる[1]。
- 1910年（明治43年）1月6日 - 名古屋織物卸売同業組合が設立される[6]。
- 1912年（大正元年）10月25日 - 服部兼三郎商店が個人経営から株式会社化する[7]。
- 1944年（昭和19年）2月11日 - 栄区成立に伴い、同区宮町となる[1]。
- 1945年（昭和20年）11月3日 - 栄区廃止に伴い、中区宮町となる[1]。
- 1966年（昭和41年）3月30日 - 住居表示に伴い、錦三丁目に編入され消滅[1]。

## 人物
- 桑山清左衛門（『金鱗九十九之塵』作者）[4]